# Sophronica somaliensis
Sophronica somaliensis är en skalbaggsart som beskrevs av Stefan von Breuning 1943. Sophronica somaliensis ingår i släktet Sophronica och familjen långhorningar.
Artens utbredningsområde är Kenya. Inga underarter finns listade i Catalogue of Life.